# 法商电车电灯公司

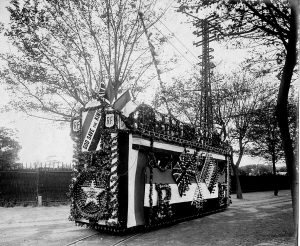
法商电车电灯公司运营的“庆典电车”

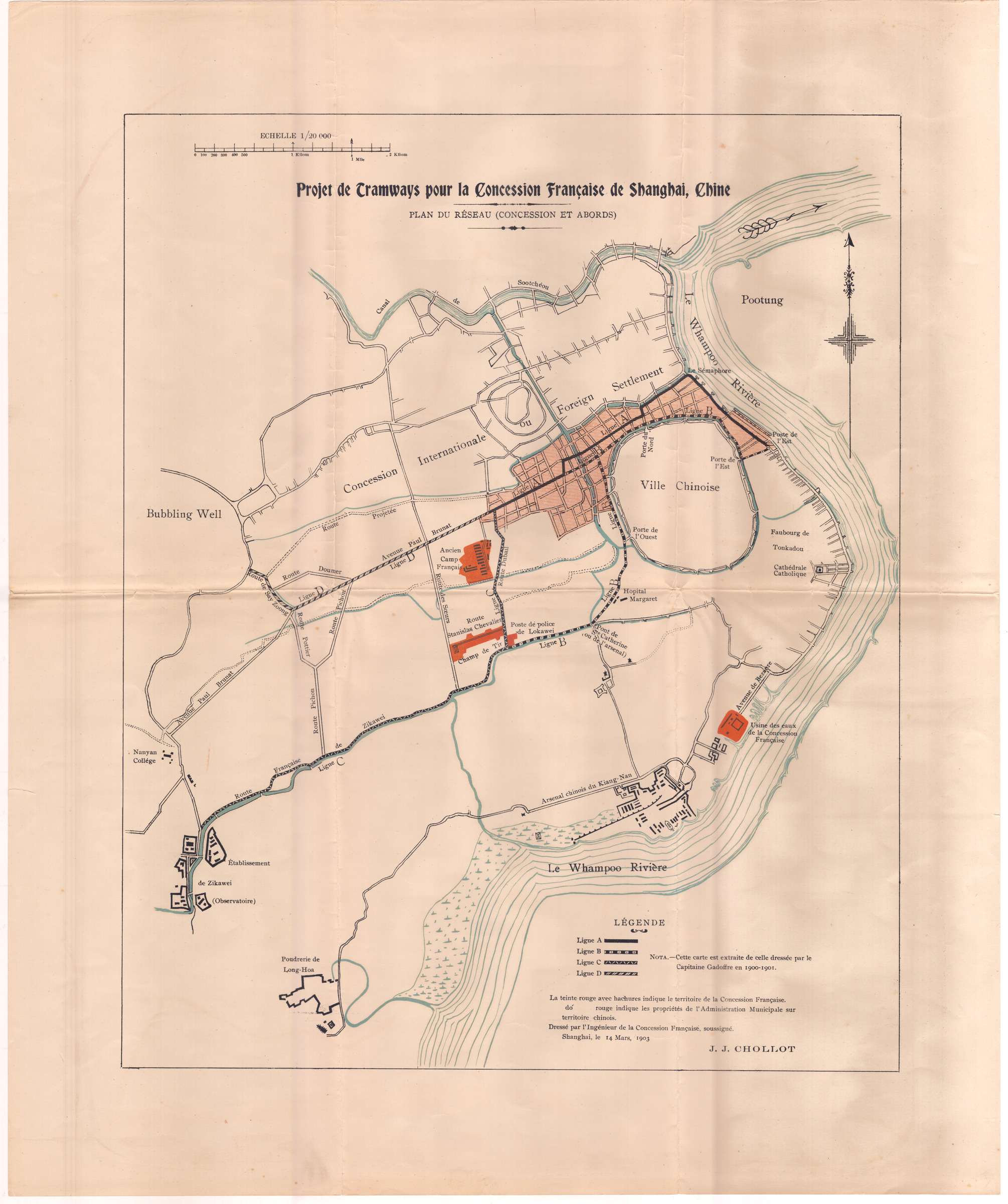
1903年上海法租界运营及计划修建的电车线路

上海法商电车电灯公司（法語：Compagnie Française de Tramways et d'Éclairage Électrique de Changhaï），简称法商电车公司或法电，是一家在20世纪上半叶服务于上海法租界的公共事业公司。该公司除了拥有法租界内供电及供水的专营权外，还运营有轨电车、无轨电车和公交车线路。故公司连同英商上海电车公司和华商电车公司是上海租界时期的三大电车运营商之一，也是当时上海重要的公交运营公司之一。法商电车电灯公司组建于1906年的巴黎，注册资本300万法郎。1953年，上海市人民政府接收了公司财产，公司在运营47年后结业。

## 历史
法商电车电灯公司最早的前身为由上海法租界公董局开设的洋泾浜电气厂。1906年1月，公董局与比商国际东方公司达成协议，允许其在租界内对电车、电灯及电力输送事业拥有专营权，但不能专营，而应转给在法国注册的公司继承受理。1906年6月26日，上海法商电车电灯公司在巴黎成立，注册资本300万法郎，以发行面额为250法郎的股票12000股筹集。由总经理勒格兰（Le Grain）总领位于巴黎的总管理处，而由古尔西爱（Coursier）作为上海经理经营上海办事处。
1907年，公司接手洋泾浜电气厂。1908年，法电与公董局签订协议，获得电灯、自来水、电车等专营权50年。后于1914年，专营权又延长至了75年。1937年，徐家汇地区也开始由法电公司越界供电，直至民国29年止。1943年，上海法租界被汪精卫政府“收回”后，公司与当局达成协议其在法租界原区域的经营权将到1983年终止。
1953年11月2日，上海市人民政府接管法商电车电灯公司财产，并成立沪南水电交通公司接受其全部业务。法电就此在运营47年后结业。

## 电车运营

### 发展历史
公司成立当年的八月，即1906年8月，法租界架线铺轨建设电车的工程便开始施工了。1907年1月1日，电车铺轨告竣，停车场、修理厂建在卢家湾，管理处也设在这里。工程全部由布鲁斯·庇波尔公司承包建造。
1908年5月，法电第一条有轨电车线路2路正式通车。线路起点从十六铺经新开河、外滩、公馆马路（今金陵东路）、浙江路、八仙桥（今西藏南路）、葛罗路（今嵩山路）、吕班路（今重庆南路）、金神父路（今瑞金二路）、亚尔培路（今陕西南路）等站在善钟路结束。后线路在六月又延长至徐家汇，总长8.5公里。为了吸引乘客，电车还在次日通车后第一天免费乘车，第二天开始营业。
1909年，法电又新增一条电车线路。1926年，法电首次开辟了无轨电车线路，共三条。但因线路很短，故与英商上海电车有限公司联营合驶。下一年，法电又开辟了2条公共汽车线路。1938年，无轨电车线路辟线路5条。到1931年，法电已有9条电车线路，全长达39公里，有2、10、6、8、5、3、1、4、7路。

### 运营线路

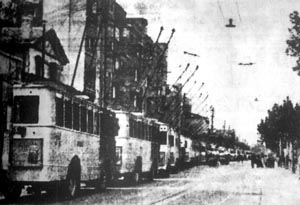
法商电灯电车公司运营的无轨电车

法商电车公司的运营线路多次改线或增减线，以下所列的是1930年代的法商电车线路：
- 1路 十六铺——福开森路
- 2路 十六铺——法兰西外滩
- 3路 小东门——老西门
- 4路 海格路——提篮桥
- 5路 芦家湾——上海北站
- 6路 十六铺——芦家湾
- 7路 十六铺——海格路
- 8路 十六铺——洋泾桥
- 9路 十六铺——洋泾桥
- 10路 十六铺——芦家湾

### 票价
法电的票价按路程计算，并分头等与二等两舱位。不满1.5公里头等客票价格5分，二等3分；路程超过5公里，头等票价20分，二等9分。法商电车与英商电车联营后，英法电车还售有通用月票每张票价10银元。

## 影响
法商电车电灯公司与英商上海电车有限公司和华商电车公司一起，为上海的市政建设、公共交通作出了不可磨灭的贡献。老一辈的上海人也亲切地称乘坐公交为“坐电车”。